# Exochlorota devecisi
Exochlorota devecisi är en skalbaggsart som beskrevs av Soula 2002. Exochlorota devecisi ingår i släktet Exochlorota och familjen Rutelidae. Inga underarter finns listade i Catalogue of Life.